# Kieratsini
Kieratsini (gr. Κερατσίνι) – miasto w Grecji, w administracji zdecentralizowanej Attyka, w regionie Attyka, w jednostce regionalnej Pireus. Siedziba gminy Kieratsini-Drapetsona. W 2011 roku liczyło 77 077 mieszkańców.

## Miasta partnerskie
- Preszów